# Ptychadena mossambica
Ptychadena mossambica es una especie  de anfibios de la familia Ptychadenidae.

## Distribución geográfica
Se encuentra en Botsuana, Kenia, Malaui, Mozambique, Namibia, Sudáfrica, Suazilandia, Tanzania, Zambia, Zimbabue y, posiblemente en Angola.  